# تشخیص سوءاستفاده
روش تشخیص سوءاستفاده (به انگلیسی: misuse detection) در برابر تهدیدات خودی بالقوه علیه اطلاعات شرکت‌های آسیب پذیر، فعالانه عمل می‌کند.

## سوءاستفاده
تشخیص سوءاستفاده رویکردی در تشخیص حملات است. در روش تشخیص سوءاستفاده، ابتدا رفتار غیرطبیعی سیستم را تعریف می‌کنیم‌‍؛ و سپس هر رفتار دیگری را به عنوان رفتار عادی تلقی می‌کنیم. این رویکرد، دربرابر روش تشخیص ناهنجاری قرار دارد که با بهره گیری از رویکردی معکوس، رفتار طبیعی سیستم را تعریف وهر رفتار دیگری را غیرطبیعی تلقی می‌کند. به عبارت دیگر هر چیزی که ما نمی‌دانیم که طبیعی است. بکارگیری امضای تهیه شده ازحمله، مثالی از این رویکرد(تشخیص سوءاستفاده) در IDSها سامانه‌های تشخیص نفوذ است.
تشخیص سوءاستفاده همچنین برای اشاره به انواع سوءاستفاده‌های کامپوتری، استفاده شده‌است.

## نظریه
درتئوری فرض می‌کنیم که رفتاروفعالیت غیرطبیعی، برای تعریف مدل سادگی دارند. از مزایای آن، سادگی اضافه کردن حملات شناخته شده به مدل است. نقطه ضعف آن، عدم توانایی آن در تشخیص حملات ناشناخته‌است.